# Oceany
Oceany – jedyny album studyjny polskiego zespołu Rokosz. 
W latach 1985–1986 zespół dokonał nagrań w studiu Waltera Chełstowskiego, ale do wydania płyty nie doszło. Piosenki Rokosza z sesji nagraniowej, Oceany i I ją wą wą, przez wiele tygodni utrzymywały się na czołowych miejscach listy przebojów Rozgłośni Harcerskiej. W 1988 grupa zawiesiła działalność, ponieważ członkowie zespołu – Dżery, Dżej Dżej i Piękny Roman wspólnie z Krzysztofem Skibą założyli grupę Big Cyc.
7 sierpnia 2007 zmarł wokalista zespołu, Sławomir Przybylski. Dla upamiętnienia postaci zmarłego kolegi z zespołu pozostali eks-członkowie grupy postarali się o wskrzeszenie nagrań, pozostałych z nieudanego projektu z lat 80. Rekonstrukcji nagrań dokonali Tomasz Bidiuk i Piotr „Gadak” Sztajdel (klawiszowiec zespołów Big Cyc i Czarno-Czarni) w studiu nagraniowym w Lublinie. Pięć piosenek pochodzi z roku 1986, trzy z roku 1985, jako bonus dodano dwa utwory koncertowe z festiwalu „Reggae nad Wartą” w Gorzowie Wielkopolskim z 1988 roku, gdzie gościnnie na klawiszach zagrał Waldemar Deska z zespołu Daab.

## Lista utworów
1. Modlitwa. Część 2
2. Nie wyruszaj nigdy sam
3. Rewolucja
4. Dobre wiadomości
5. Jestem bogaty
6. Oceany
7. I Ją Wą Wą
8. Modlitwa. Część 1
9. I Ją Wą Wą – „Live’89”
10. Zaistnieć – „Live’89”

## Twórcy
- Sławomir Przybylski „Ponton” – śpiew
- Jacek Jędrzejak „Dżej Dżej” – gitara basowa, śpiew
- Jarosław Lis „Dżery” – perkusja
- Wojciech Koralewski – instrumenty klawiszowe, flet
- Dariusz Jaskuła „Buła” – gitara
- Roman Lechowicz „Piękny Roman” – gitara
- Marek Kwiecień – gitara
- Robert Rajewski – kongi, śpiew
- Krzysztof Kralka – saksofon

oraz
- Roman Glicki – trąbka
- Robert Kaczorowski – trąbka
- Tomasz Banasiak – trąbka
- Maciej Derczyński – puzon
- Krzysztof Janiak – puzon
- Maciej Kępiński – trąbka
- Ita Jędrzejak – śpiew
- Ala Piasecka – śpiew
- Waldemar Deska – instrumenty klawiszowe

gościnnie
- Waldemar Deska – instrumenty klawiszowe
- Piotr Sztajdel – instrumenty klawiszowe
- Iza Bidiuk – śpiew